# Gaideris de Bénévent
Gaideris de Bénévent, prince de Bénévent de 878 à 881.

## Biographie
Gaideris est le fils de Radelgaire de Bénévent. Après le meurtre de son oncle Adalgis de Bénévent en mai 878 il est appelé au trône dont il avait été écarté et règne 2 ans 6 mois et 19 jours selon le « Chronicon Salernitanum ». Gaideris prend le contrepied de la dernière option politique de son oncle; il négocie avec le Pape et demande sa protection contre les musulmans. Il se rapproche également du Stratège grec de Bari. La population de la principauté se divise en deux factions, l'une pro-byzantine avec à sa tête Gaideris et l'autre favorable aux Francs dirigée par Landon de Capoue, le propre beau-frère de Gaideris.
En 879, lors du conflit de succession qui suit la mort de Landolf II évêque-comte de Capoue, il apporte son soutien à Pandenolf de Capoue contre le frère et concurrent de ce dernier, Landon III de Capoue son propre beau-frère.
En mai 881, Gaideris est emprisonné par ses adversaires. Il s'échappe, se réfugie auprès des Byzantins et se place sous la protection du Catapan Grégoire, avec qui il veut combattre Bénévent. Grégoire l'envoie à Constantinople, où il reçoit le titre de Protospathaire et le gouvernement de la petite cité d'Oria.
Radelchis II et Aio, deux des fils d'Adalgis se succèdent ensuite sur le trône de Bénévent.